# Saint-Martin-de-la-Porte
Saint-Martin-de-la-Porte és un municipi francès situat al departament de la Savoia i a la regió d'Alvèrnia-Roine-Alps. L'any 2007 tenia 705 habitants.

## Demografia

### Població
El 2007 la població de fet de Saint-Martin-de-la-Porte era de 705 persones. Hi havia 301 famílies de les quals 82 eren unipersonals (33 homes vivint sols i 49 dones vivint soles), 103 parelles sense fills, 91 parelles amb fills i 25 famílies monoparentals amb fills.
La població ha evolucionat segons el següent gràfic:
Habitants censats

### Habitatges
El 2007 hi havia 448 habitatges, 304 eren l'habitatge principal de la família, 136 eren segones residències i 8 estaven desocupats. 376 eren cases i 67 eren apartaments. Dels 304 habitatges principals, 252 estaven ocupats pels seus propietaris, 42 estaven llogats i ocupats pels llogaters i 9 estaven cedits a títol gratuït; 1 tenia una cambra, 7 en tenien dues, 41 en tenien tres, 76 en tenien quatre i 178 en tenien cinc o més. 238 habitatges disposaven pel capbaix d'una plaça de pàrquing. A 110 habitatges hi havia un automòbil i a 154 n'hi havia dos o més.

### Piràmide de població
La piràmide de població per edats i sexe el 2009 era:
| Homes | Edats   | Dones |
| ----- | ------- | ----- |
| 0     | 95 o +  | 0     |
| 0     | 90 a 94 | 0     |
| 8     | 85 a 89 | 8     |
| 0     | 80 a 84 | 8     |
| 12    | 75 a 79 | 20    |
| 8     | 70 a 74 | 16    |
| 32    | 65 a 69 | 24    |
| 28    | 60 a 64 | 28    |
| 16    | 55 a 59 | 12    |
| 36    | 50 a 54 | 36    |
| 28    | 45 a 49 | 32    |
| 8     | 40 a 44 | 12    |
| 32    | 35 a 39 | 16    |
| 12    | 30 a 34 | 20    |
| 16    | 25 a 29 | 12    |
| 8     | 20 a 24 | 16    |
| 12    | 15 a 19 | 16    |
| 12    | 10 a 14 | 12    |
| 20    | 5 a 9   | 8     |
| 12    | 0 a 4   | 16    |

## Economia
El 2007 la població en edat de treballar era de 405 persones, 291 eren actives i 114 eren inactives. De les 291 persones actives 276 estaven ocupades (160 homes i 116 dones) i 14 estaven aturades (5 homes i 9 dones). De les 114 persones inactives 41 estaven jubilades, 28 estaven estudiant i 45 estaven classificades com a «altres inactius».

### Ingressos
El 2009 a Saint-Martin-de-la-Porte hi havia 311 unitats fiscals que integraven 722 persones, la mediana anual d'ingressos fiscals per persona era de 17.849 €.

### Activitats econòmiques
Dels 15 establiments que hi havia el 2007, 1 era d'una empresa extractiva, 2 d'empreses de fabricació d'altres productes industrials, 4 d'empreses de construcció, 1 d'una empresa de comerç i reparació d'automòbils, 1 d'una empresa d'hostatgeria i restauració, 1 d'una empresa immobiliària, 1 d'una empresa de serveis, 3 d'entitats de l'administració pública i 1 d'una empresa classificada com a «altres activitats de serveis».
Dels 4 establiments de servei als particulars que hi havia el 2009, 2 eren guixaires pintors, 1 empresa de construcció i 1 perruqueria.
L'any 2000 a Saint-Martin-de-la-Porte hi havia 12 explotacions agrícoles.

## Equipaments sanitaris i escolars
El 2009 hi havia una escola elemental.

## Poblacions més properes
El següent diagrama mostra les poblacions més properes.